# Heptapteridae
Gli Heptapteridae sono una famiglia di pesci ossei d'acqua dolce appartenenti all'ordine Siluriformes.

## Distribuzione e habitat
Tutte le specie della famiglia vivono nelle acque dolci delle fasce tropicali centro e sudamericane, a nord fino al Messico.

## Descrizione
Tre paia di barbigli. Per il resto sono simili ai Pimelodidae a cui sono stati per molto tempo riuniti.
Sono pesci di piccola che solo di rado raggiunge qualche decina di centimetri.